# غزو فرنسا للمغرب

'، ويُعرف عند الفرنسيين باسم حملة المغرب' (Campagne du Maroc) أو حرب المغرب (Guerre du Maroc) أو إحلال السلام بالمغرب (Pacification du Maroc)، هو حرب عسكرية استعمارية وسياسية خِيضت تحت قيادة الجنرال الفرنسي ليوطي في فترة حكم السلطان عبد العزيز. كان غرضها مكافحة المقاومة المغربية لإرساء الحماية الفرنسية على المغرب. مع أن الحوادث الأولى قد وقعت في 1907، إلا أن الحملة انطلقت في 1911 وواصلت حتى 1934 مع معركة بوڭافر في جبال الأطلس الكبير، آخر معاقل المقاومة. 
منذ التوقيع على معاهدة مؤتمر الجزيرة الخضراء ومعاهدة فاس ازدادت كراهية المغاربة للمستعمر الفرنسي، المتغذية، بتكتم، من جانب السلطان مولاي عبد العزيز وبدعم من ألمانيا. انتشر العنف في أغلب مدن المغرب، في مارس 1907 تم اغتيال الدكتور موشوم في مراكش من جانب أشخاص اشتبهوا بأنه عميل لفرنسا، وفي الدار البيضاء ذبح 9 عمال على مرفق الميناء.

## رفض الحماية
في الشمال ثار المجاهد محمد أمزيان بالريف عام 1909 ضد إرهاصات الحماية الإسبانية، فهزم ثلاث فرق إسبانية مات من رجالاتها جنرالان اثنان وعشرة آلاف جندي. وقد ثارت منطقة (جبالة) عام 1913 خاصة بين الشاون وتطوان.
كانت انتفاضة عارمة انطلقت من أقصى الجنوب في الصحراء المغربية تجمعت حشودها في الساقية الحمراء بزعامة الشيخ ماء العينين وولده الهيبة وانضمام المجاهدين من جبال الأطلس والسهول. وما كاد نبأ توقيع معاهدة الحماية بفاس يطرق الأسماع حتى هبت القبائل المجاورة للعاصمة الإدريسية، فطوقت المدينة وامتلأت الأسوار بآلاف المجاهدين بزعامة الحجام وثار الجيش السلطاني على ضباطه الفرنسيين، وكانت ملحمة دامية قتل فيها عدد من الفرنسيين فقنبلت فرنسا جانبا من المدينة وأعدمت عشرات السكان. وجمعت فرنسا السلطات في يد شخصية عسكرية هي الجنرال ليوطي الذي ورد على فاس يوم 28 مايو 1912 في خضم الاضطرابات الشعبية التي ما لبثت أن شملت المغرب عن بكرة أبيه.

## الهجوم الفرنسي

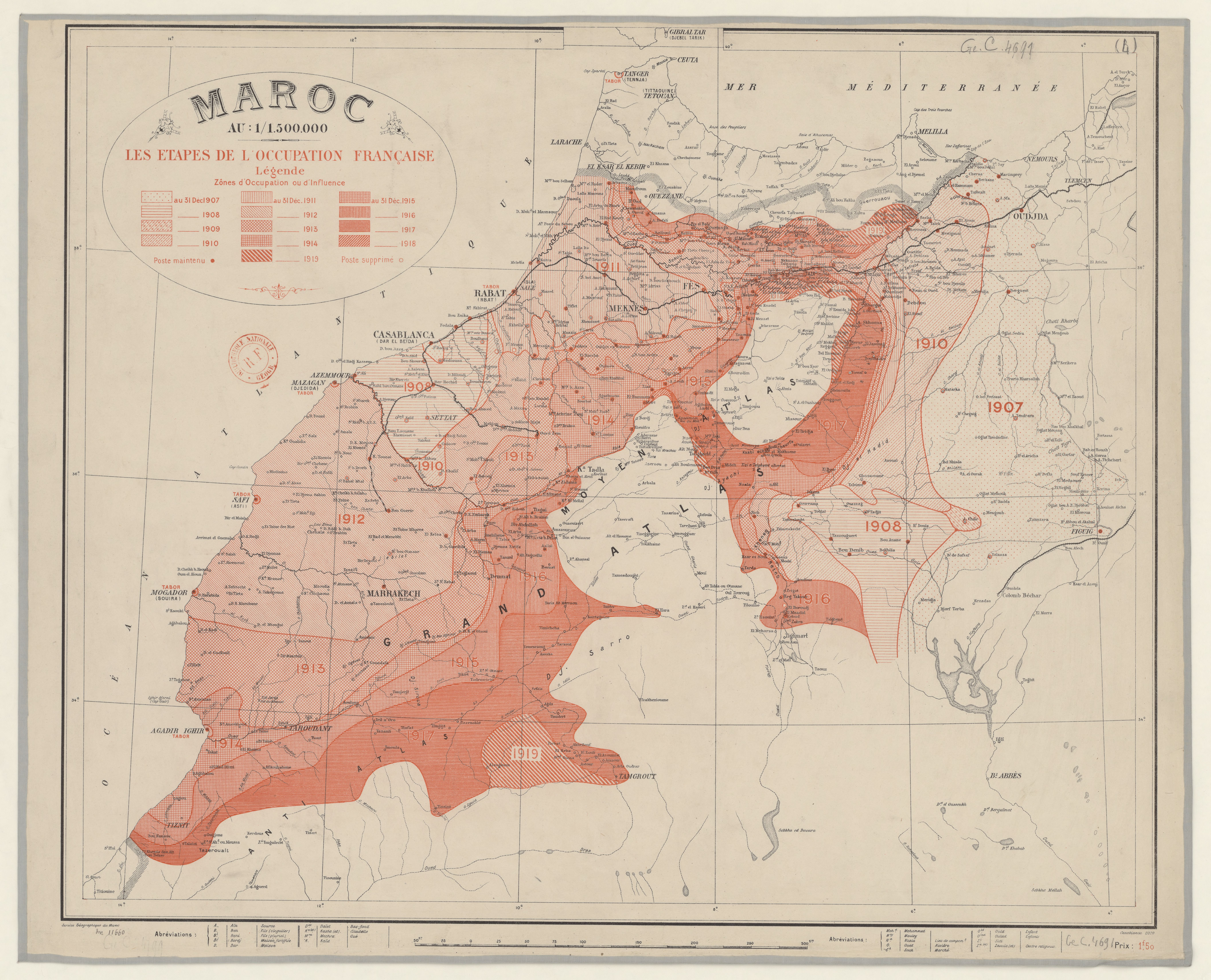
خريطة لمراحل احتلال المغرب

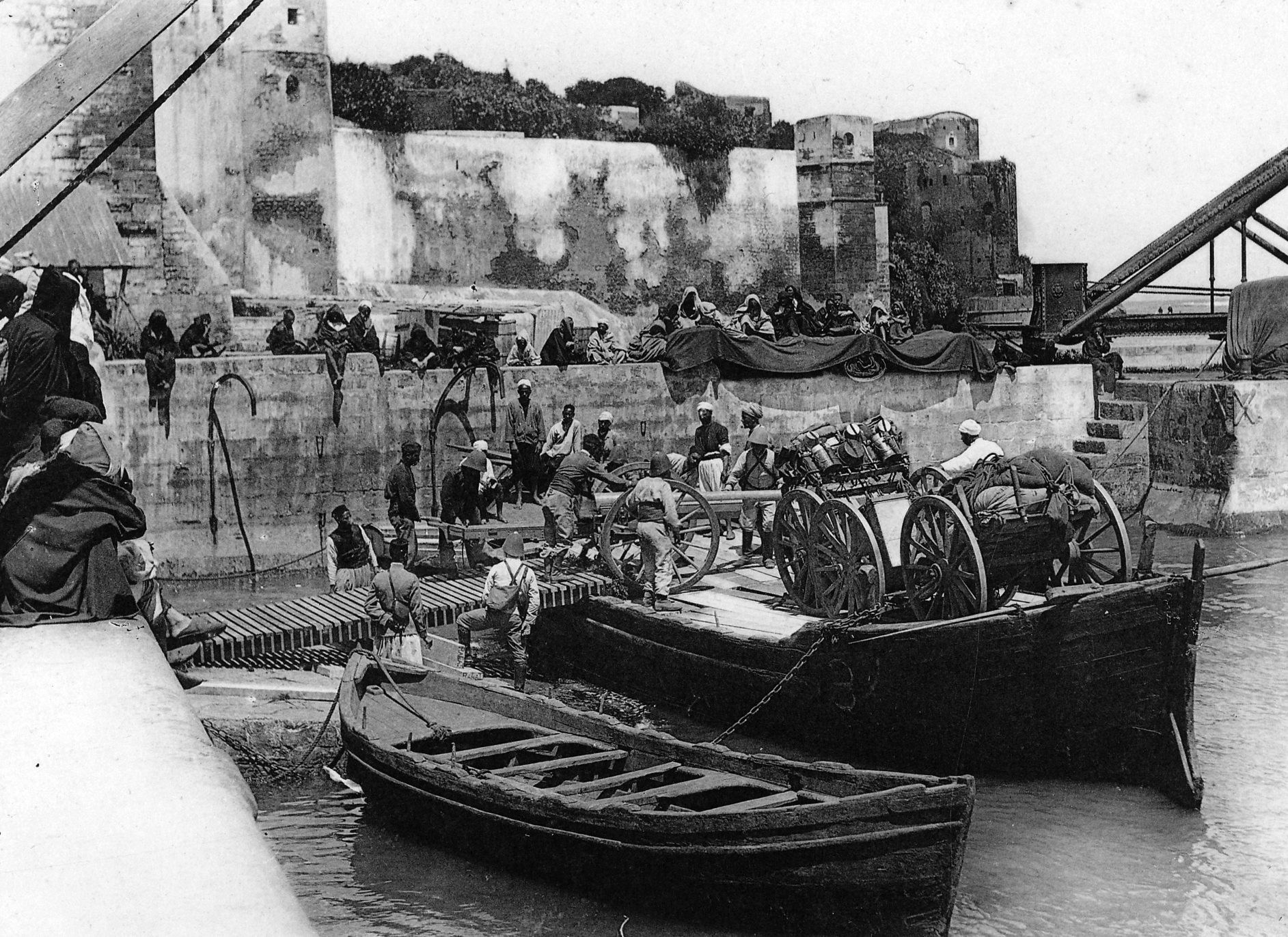
الرباط، 1911. تحميل المدفعية الفرنسية من معبر واد أبو رقراق

تحت قيادة هوبير ليوطي المقيم العام، وبعد إنشاء الحماية الفرنسية على المغرب (1912)، قام الجيش الفرنسي بمكافحة القبائل المغربية، وذلك كحل جزئي لتهدئة الوضع. كان العقيد شارل مَنجان واحد من اللاعبين الأساسيين في هذه الحرب الاستعمارية. كان يقود الهجوم ضد المتمردين من قبائل الأطلس المتوسط الشرفاء السماعلة، والتي كانت تسعى للاستيلاء على الهضاب، تادلة وبني ملال، والتي يراها المجاهدون على أنها مصدر موارد هامة للمستوطنين الفرنسيين.
اعتمد شارل منجان إستراتيجية عزل القبائل من مسرح العمليات العسكرية مع تقدم قواته من تازة، مكناس، الدار البيضاء وتادلة:
الهجوم دعمته المدفعية 1 من فوج المدفعية الجبلية، وهبطت في الدار البيضاء في 13 سبتمبر 1913. استخدم الجيش الفرنسي كامل قوته من الأسلحة الجديدة التي كانت تحت تصرفه: الرشاشة والمدفعية والطيران... فسقطت معاقل المقاومة واحدة تلو الأخرى: مديونة، في 27 سبتمبر؛ في نوفمبر تادلة، بني ملال وواد زم الشرفاء السماعلة بالرغم من المقاومة الشديدة.
اتسمت الحملة بالعديد من الانتهاكات على أيدي القوات الاستعمارية من أخذ الرهائن والمسيرات القسرية، وصفها طبيب عسكري فرنسي أنها وصلت إلى حدود غير محتملة.